# Gervaas van Praet
Gervaas (Gervasius) van Praet was een 11e-/12e-eeuwse Vlaamse edelman. Hij bekleedde de functie van kamerling van de graven van Vlaanderen. Hij wordt in 1089 genoemd als kamerling van graaf Robrecht I de Fries. In 1119 was Gervaas aanwezig bij de inhuldiging van graaf Karel de Goede. Gervaas vestigde zich op het Hof van Praet nabij Oedelem, van waaruit hij de heerlijkheid van Praet bestuurde.
Karel werd op 2 maart 1127 door de Erembalden vermoord in de Sint Donaaskerk van Brugge. Gervaas van Praet wist de stad te ontvluchten, maar trok op 7 maart aan het hoofd van een groep edelen en een leger op naar een kasteel van een van de samenzweerders. Na het kasteel te hebben ingenomen, kwamen ze op 9 maart aan in Brugge. Daar belegerde Gervaas de Burg van Brugge, waar de Erembalden zich hadden verschanst. Op 19 maart werd het kasteel bestormd. Tijdens een tegenaanval wist een deel van de belegerden te ontkomen, maar uiteindelijk werden de moordenaars van de graaf achterhaald en terechtgesteld. De Franse koning Lodewijk VI liet 28 samenzweerders van de hoogste toren van het Brugse kasteel werpen, en hij benoemde Willem Clito tot de nieuwe graaf van Vlaanderen. Gervaas van Praet werd op 2 april 1127 door Clito benoemd tot burggraaf van Brugge. Toen Clito echter in conflict kwam met de Vlaamse steden, koos Van Praet de zijde van Diederik van de Elzas.
Gervaas had een dochter, Margaretha van Praet, die later nog is vermeld als non in Utrecht.